# Fredrik von Ehrenheim
Fredrik Wilhelm von Ehrenheim, född 29 juni 1753 på Broby i Bettna socken, död 2 augusti 1828 i Stockholm, var en svensk friherre, ämbetsman och diplomat.

## Biografi
Fredrik von Ehrenheim var det sjätte barnet av nio till assessorn Johan Ludvig von Ehrenheim i adelsätten von Ehrenheim till Broby och Brita Eleonora Montgomery född i adelsätten Montgomery, vars mor tillhörde ätten Grubbensköld. Han var mellan 1775 och 1782 kanslist och kopist på Riksarkivet, varefter han tjänstgjorde i residentsexpeditionen i kungliga kansliet till 1785.
von Ehrenheim blev därefter diplomat, först 1785-90 i Dresden och från 1790 i Köpenhamn, från 1794 som envoyé. Åter i Stockholm var han hovkansler 1797-1801 samt kanslipresident 1801-1809. Som kanslipresident medverkande han i det avgörande omslaget i den svenska politiken 1804, då Sverige under Gustav IV Adolf bröt med Napoleon och ingick det första subsidiefördraget med England. von Ehrenheim sökte samtidigt att undvika öppen brytning med Frankrike. Inför utbrottet av kriget med Ryssland 1808 sökte han påverka konungen i modererande riktning.
von Ehrenheim hölls utanför planerna på en statskupp mot Gustav IV Adolf och hans ämbetsförvaltning kritiserades av revoltmännen. Han kvarstod motvilligt någon tid som ämbetsman. Han fick dock en stark motståndare i Georg Adlersparre, vilket ledde till hans avsked i mars 1809. Därefter levde han på den lilla gården Skareda, söder om Tranås och ägnade sig åt trädgårdsskötsel och sina naturvetenskapliga intressen. Han utgav 1822 Samlingar i allmän physik.  Han gjorde ytterligare en insats i det offentliga livet, nämligen att efter återkomst till Stockholm 1817 ta säte på Riddarhuset och under 1817 års riksdag vara en av de ledande krafterna i konstitutionsutskottet. 
Fredrik von Ehrenheim invaldes 1802 som ledamot av Kungliga Vetenskapsakademien, och blev1800 blev hedersledamot av Kungliga Vitterhets Historie och Antikvitets Akademien.
Han upphöjdes 1805 till friherre och introducerades på nummer 324, men slöt sin friherrliga ätt som ogift.